# 母線 (数学)
初等幾何学における母線（ぼせん、英: generatrix）とは、ある経路に沿って移動することで新しい形状を生成する点・曲線・曲面 を指す。
母線の運動を導く経路は、準線 (directrix) と呼ばれる。

## 例
錐面 (cone) は、一点（これは錐の頂点になる）を固定した直線を母線として閉曲線に沿って動かすとき、その軌跡として生成することができる。
特に、準線となる閉曲線が円で、その円の中心と頂点とを結ぶ直線に対して垂直である場合、母線の動きは固定軸の周りを回転し、生成する図形として円錐 (circular cone) を得る。
円筒は、円錐の頂点を 無限遠点 にとったような極限的な場合と考えることができる。この場合、母線は常に一定方向に 平行 を保ったまま移動し、円柱の側面を形成する。